# Pruebas de la relatividad especial
La Relatividad especial es un teoría física que desempeña un papel fundamental en la descripción de todos los fenómenos físicos, siempre y cuando la gravedad no sea significativa. Muchos experimentos han jugado (y siguen jugando) un papel importante en su desarrollo y justificación. La fuerza de la teoría reside en su capacidad única para predecir correctamente, y con gran precisión, los resultados de una gama muy diversa de experimentos. Repeticiones de muchos de esos experimentos aún se llevan a cabo con una mayor precisión de manera constante, y las únicas áreas donde las desviaciones en las predicciones de la relatividad especial no se descartan por completo, ya que los experimentos se encuentran en la escala de Planck y en el sector del neutrino. Distintas recopilaciones de pruebas sobre la relatividad especial han sido tomadas por Jakob Laub, Zhang, Mattingly, Clifford Will y Roberts/Schleif.
La relatividad especial está restringida al  espacio-tiempo plano, es decir, a todos los fenómenos sin influencia significativa de la gravedad. Esta última se encuentra en el dominio de la relatividad general. (Véase: pruebas de la relatividad general)

## Los experimentos que abren el camino a la relatividad
La teoría predominante de la luz en el siglo XIX fue el de la éter luminífero, un medio estacionario en el que la luz se propaga de forma análoga a cómo el sonido se propaga a través del aire. Por analogía, se deduce que el velocidad de la luz es constante en todas las direcciones en el éter y es independiente de la velocidad de la fuente. Por lo tanto un observador en movimiento con respecto al éter debe medir algún tipo de "viento de éter", incluso en calidad de observador en movimiento respecto al aire mide un viento aparente.

### Experimentos de primer orden

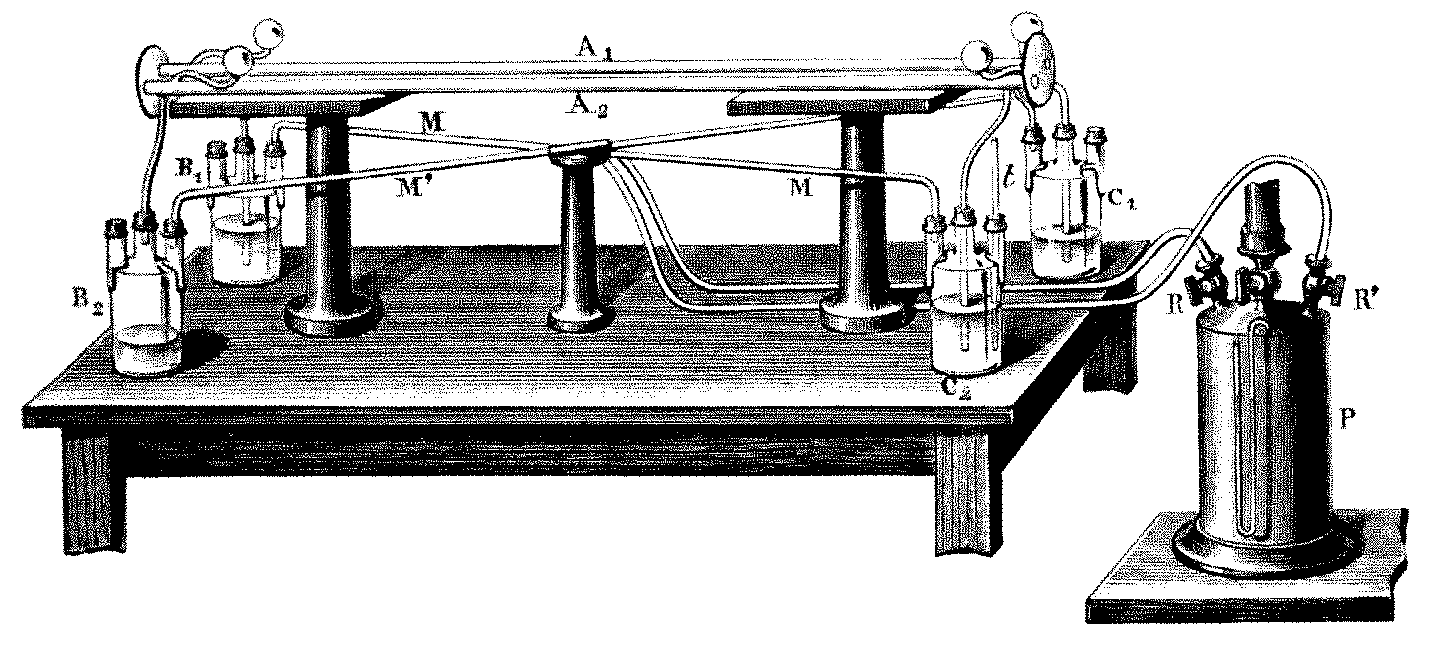
Experimento de Fizeau y Foucault, 1851

A partir del trabajo de François Arago (1810 ), se habían llevado a cabo una serie de experimentos ópticos que deberían haber dado un resultado positivo para magnitudes a primer orden en v/c y que por lo tanto debería haber demostrado el movimiento relativo del éter. Sin embargo, los resultados fueron negativos. Una explicación fue proporcionada por Augustin Fresnel ( 1818 ) con la introducción de una hipótesis auxiliar, el llamado "coeficiente de arrastre", es decir, la materia arrastra el éter en una pequeña parte. Este coeficiente fue demostrada directamente por el experimento de Fizeau y Foucault (1851). Más tarde se demostró que todos los experimentos ópticos de primer orden deben dar un resultado negativo debido a este coeficiente. Además, también se llevaron a cabo algunos experimentos electrostáticos de primer orden, ofreciendo, de nuevo, un resultado negativo. En general , Hendrik Lorentz (1892, 1895) introdujo nuevas variables auxiliares para observadores en movimiento, lo que demostraba por qué los experimentos de primer orden ópticos y electrostáticas habían dado resultados nulos. Por ejemplo, Lorentz propuso una variable local por la cual los campos electrostáticos en la línea de movimiento se contraían y la otra variable ("tiempo local") por la cual las coordenadas del tiempo para los observadores en movimiento dependían de su ubicación actual.

### Experimentos de segundo orden

Interferómetro de Michelson:
A - Fuente de luz monocromática
B - Espejo semirreflectante
C - Espejos
D - Diferencia de camino.

La teoría del éter estacionario, sin embargo, daría resultados positivos cuando los experimentos son lo suficientemente precisos para medir magnitudes de segundo orden en v/c. El primer experimento de este tipo fue el experimento de Michelson y Morley (1881, 1887), donde dos rayos de luz, viajando por algún tiempo en diferentes direcciones producirían una interferencia, de manera que las diferentes orientaciones en relación con el viento de éter deben conducir a un desplazamiento de los márgenes de interferencia. Pero el resultado fue negativo otra vez. La única manera de salir de este dilema fue la propuesta por George Francis FitzGerald (1889) y Lorentz (1892) que la materia se contrae en la línea de movimiento con respecto al éter (contracción de la longitud). Eso es, la hipótesis anterior de una contracción de los campos electrostáticos se extendió a las fuerzas intermoleculares. Sin embargo, puesto que no había ninguna razón teórica para esto, en la hipótesis de la contracción se consideró ad hoc.
Además del experimento óptico de Michelson-Morley, también se llevó a cabo el experimento en electrodinámica equivalente, el experimento Trouton-Noble. Por eso había que demostrar que un condensador en movimiento debía ser sometido a un par motor. Además, los experimentos de Rayleigh y Brace destinado a medir algunas consecuencias de la contracción de la longitud en el marco del laboratorio, por ejemplo, el supuesto de que se llevaría a birrefringencia. A pesar de todo, estos experimentos condujeron a resultados negativos. (El experimento Trouton-Rankine realizado en 1908 también dio un resultado negativo en la medición de la influencia de la contracción de la longitud en una bobina).
Para explicar todos los experimentos llevados a cabo antes de 1904, Lorentz se vio obligado a expandir de nuevo su teoría mediante la introducción de la completa transformación de Lorentz. Henri Poincaré declaró en 1905 que la imposibilidad de demostrar el movimiento absoluto (principio de relatividad) es aparentemente una ley de la naturaleza.

### Refutación del arrastre del éter

Máquina de éter de Lodge. Los discos de acero eran de un metro de diámetro. La luz blanca se dividió por un divisor de haz y corrió tres veces alrededor del aparato antes de reunirse para formar franjas.

La idea de que el éter podía ser arrastrado completamente dentro o en la proximidad de la tierra, lo que podría haber explicado el resultado negativo de los experimentos sobre el éter, fue refutada por varios experimentos.
- Oliver Lodge (1893) encontró que girando rápidamente discos de acero por encima y por debajo de un  interferómetro de camino común sensible, falló en producir un cambio medible en el margen de interferencia.
- Gustaf Hammar (1935) no logró encontrar ninguna prueba del arrastre del éter usando un interferómetro de camino común, un brazo del cual fue cerrado por una tubería de pared gruesa tubería taponada con plomo, mientras que el otro brazo estaba libre.
- El efecto Sagnac mostró que la velocidad de dos rayos de luz no se ve afectada por la rotación de la plataforma.
- La existencia de la aberración de la luz era incompatible con la hipótesis de arrastre del éter.
- La suposición de que arrastre del éter es proporcional a la masa y por lo tanto sólo se produce con respecto a la Tierra en su conjunto fue refutada por el experimento Michelson-Gale-Pearson, lo que demostró el efecto Sagnac a través del movimiento de la Tierra.

Lodge expresó la situación paradójica en la que los físicos se encontraban de la siguiente forma: "...a velocidades no practicables... la materia [tiene] algún viscoso agarre apreciable sobre el éter. Los átomos deben ser capaces de transformarlo en vibración, si están oscilando o girando a la velocidad suficiente; de lo contrario no emitirían luz o cualquier tipo de radiación; pero en ningún caso parece que lo arrastre, o para cumplir con la resistencia de cualquier movimiento uniforme a través de él."

## Relatividad especial

### Visión de conjunto
Con el tiempo, Albert Einstein (1905) llegó a la conclusión de que las teorías establecidas y los hechos conocidos en ese momento sólo forman un sistema coherente de lógica cuando los conceptos de espacio y tiempo son sometidos a una revisión fundamental. Por ejemplo:
- La electrodinámica de Maxwell-Lorentz (independencia de la velocidad de la luz a partir de la velocidad de la fuente),
- los experimentos de deriva del éter negativos (sin marco de referencia preferida),
- Imán móvil y el problema conductor (sólo movimiento relativo es relevante),
- el experimento de Fizeau y Foucault y la aberración de la luz (ambos implican tanto la suma modificada de velocidades y el incompleto arrastre de éter).

El resultado es la teoría de la Relatividad especial, que se basa en la constancia de la velocidad de la luz en todo los marcos de referencia inerciales y el principio de relatividad. En este caso, la transformación de Lorentz ya no es una mera colección de hipótesis auxiliares, sino que refleja una fundamental simetría de Lorentz y constituye la base de teorías de éxito como la electrodinámica cuántica. La relatividad especial ofrece un gran número de predicciones comprobables, tales como:
| Principio de relatividad | Constancia de la velocidad de la luz | Dilatación del tiempo |
| --- | --- | --- |
| Cualquier observador en movimiento uniforme en un sistema inercial no puede determinar su estado "absoluto" de movimiento mediante ningún experimento realizado que comparta el mismo movimiento.             | En todos los sistemas inerciales la medida de la velocidad de la luz es igual en todas las direcciones (isotropía), independiente de la velocidad de la fuente, y no puede ser alcanzado por cuerpos masivos. | La tasa de un reloj C (= cualquier proceso periódico) que se desplaza entre dos relojes sincronizados A y B en reposo en un sistema inercial se retarda con respecto a los dos relojes. |
| También se pueden medir otros efectos relativistas tales como contracción de la longitud, efecto Doppler, aberración y las predicciones experimentales de teorías relativistas tales como el Modelo estándar. | | |

### Experimentos fundamentales

El experimento de Kennedy y Thorndike

Los efectos de la relatividad especial se pueden derivar fenomenológicamente de los siguientes tres experimentos fundamentales:
- Experimento de Michelson-Morley, por lo que la dependencia de la velocidad de la luz en la dirección del dispositivo de medición puede ser probado. Se establece la relación entre las longitudes longitudinales y transversales de los cuerpos en movimiento.
- Experimiento de Kennedy-Thorndike, por el cual la dependencia de la velocidad de la luz en la velocidad del dispositivo de medición puede ser probada. Se establece la relación entre las longitudes longitudinales y la duración de tiempo de los cuerpos en movimiento.
- Experimento de Ives–Stilwell, por el cual la dilatación del tiempo puede ser directamente probada.

A partir de estos tres experimentos y mediante el uso de la sincronización de Poincaré-Einstein, la completa transformación de Lorentz sigue, con {\displaystyle \gamma =1/{\sqrt {1-v^{2}/c^{2}}}} siendo el factor de Lorentz:
{\displaystyle x'=\gamma (x-vt),\ y'=y,\ z'=z,\ t'=\gamma \left(t-{\frac {vx}{c^{2}}}\right)}
Además de la derivación de la transformación de Lorentz, la combinación de estos experimentos también es importante, ya que pueden ser interpretados de diferentes maneras cuando se analizan de individualmente. Por ejemplo, los experimentos de isotropía como el de Michelson-Morley se pueden interpretar como una simple consecuencia del principio de la relatividad, según la cual cualquier observador inercial en movimiento puede considerarse a sí mismo como en reposo. Por lo tanto, por sí mismo, el experimento MM es compatible con las teorías de invariancia de Galileo como la teoría de la emisión o la hipótesis de arrastre completo de Éter, que también contiene algún tipo de principio de relatividad. Sin embargo, cuando se consideran otros experimentos que excluyen a las teorías de invariancia de Galileo (i.e. el experimento Ives-Stilwell, la refutación de la teoría de la emisión y de la hipótesis del arrastre de Éter), las teorías de la invariante de Lorentz y la relatividad especial, por lo tanto son las únicas teorías que se mantienen viables.

### Constancia de la velocidad de la luz

#### Interferómetros, resonadores

Michelson-Morley experiment with cryogenic optical resonators of a form such as was used by Müller et al. (2003), see Recent optical resonator experiments

Se han realizado variantes modernas de los experimentos de Michelson-Morley y Kennedy-Thorndike, con el fin de probar la isotropía de la velocidad de la luz. En contra de Michelson-Morley, los experimentos de Kennedy-Thorndike emplean diferentes longitudes de brazo, y las evaluaciones duran varios meses. De ese modo, se puede observar la influencia de diferentes velocidades durante la órbita de la Tierra alrededor del sol. Se utilizan Láseres, máseres y resonadores ópticos, lo que reduce la posibilidad de cualquier anisotropía de la velocidad de la luz en el rango de 10-17. Además de las pruebas terrestres, también se ha utilizado el Laser Ranging Retro-Reflector de la Luna como una variación del experimento  Kennedy-Thorndike.

Otro tipo de experimentos de isotropía son los rotores de Moessbauer en la década de 1960, por el que la anisotropía del efecto Doppler en un disco giratorio se puede observar a través del efecto Moessbauer (esos experimentos también pueden utilizarse para medir la dilatación del tiempo, ver más abajo).

#### No dependencia de la velocidad o energía de la fuente

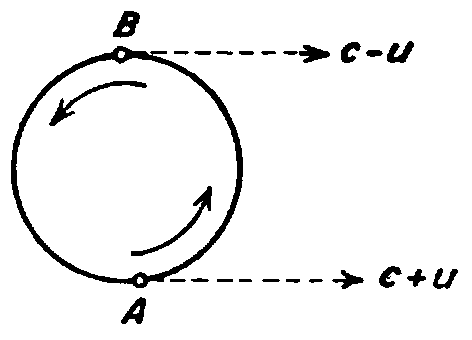
Argumento de la doble estrella

La Teoría de emisión, según el cual la velocidad de la luz depende de la velocidad de la fuente, puede explicar posiblemente el resultado negativo de experimentos de deriva éter. Sin embargo, una serie de experimentos han descartado esta clase de modelo. Por ejemplo, el experimento Alväger demostró que los fotones no adquieren velocidad de la descomposición de mesones de alta velocidad tomados como fuente; el experimento Sagnac mostró que los rayos de luz se mueven independientemente de la velocidad del aparato de rotación; el experimento de la doble estrella de de Sitter demostró que las órbitas estelares no aparecen revueltas debido a diferentes tiempos de propagación de la luz.
Las observaciones de explosiones de Rayos gamma también demostraron que la velocidad de la luz es independiente de la frecuencia y la energía de los rayos de luz.

#### Velocidad de la luz en un solo sentido
Se llevaron a cabo una serie de mediciones de un solo sentido, todas ellas confirmaban la isotropía de la velocidad de la luz. Sin embargo, debe tenerse en cuenta que sólo se puede medir, sin ambigüedades, la velocidad de la luz en un experimento en el que la luz haga un viaje de ida y vuelta(de A a B de vuelta a A), puesto que la velocidad de ida depende de la definición de la simultaneidad y por lo tanto en el método de sincronización. La convención de sincronización de Einsten-Poincaré iguala la velocidad de ida a la velocidad de ida y vuelta. Sin embargo, hay muchos modelos que tienen velocidades isotrópicas de la luz de dos sentidos, en el que la velocidad de un solo sentido es anisotrópico eligiendo diferentes esquemas de sincronización. Son experimentalmente equivalente a la relatividad especial, porque todos estos modelos incluyen efectos como la dilatación del tiempo de los relojes en movimiento, que compensan cualquier anisotropía medible. Sin embargo, de todos los modelos que tienen velocidades de dos sentidos isotrópicas, sólo la relatividad especial es aceptable para la inmensa mayoría de los físicos ya que todas las otras sincronizaciones son mucho más complicadas, y esos otros modelos (por ejemplo, teoría del éter de Lorentz) se basan en los supuestos extremos y poco plausibles sobre algunos efectos dinámicos, que tienen por objeto ocultar el "marco preferente " de la observación.

### Isotropía de masa, energía y espacio

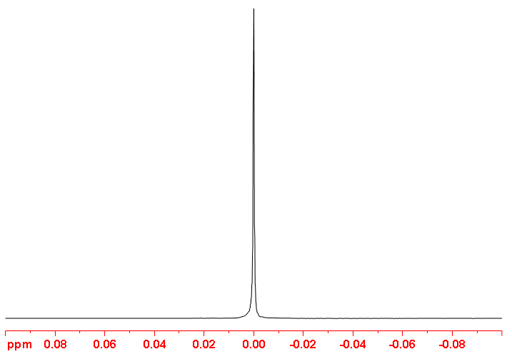
Espectro ^{7}Li-NMR de LiCl (1M) en D_{2}O. Evidencia de la isotropía de la masa y el espacio.

Experimentos de comparación de relojes (porque los procesos periódicos y las frecuencias pueden ser considerados como los relojes), como el experimento Hughes-Drever proporcionan pruebas rigurosas de invariancia de Lorentz. Estos no se limitan sólo a fotones como el experimento de Michelson-Morley, pero determinan directamente cualquier anisotropía de la masa, la energía, o el espacio mediante la medición del estado fundamental del núcleo atómico. Se ha proporcionado un límite superior de tales anisotropías de 10-33 GeV. Así, estos experimentos están entre las comprobaciones más precisas de la invariancia de Lorentz jamás realizados.